# Adam Zeltner
Adam Zeltner (* 2. August 1605 in Niederbuchsiten; † 2. Juli 1653 in Zofingen) war der Anführer der Solothurner Untertanen im Schweizer Bauernkrieg. Er vermittelte zunächst erfolgreich zwischen der Solothurner Obrigkeit und der unzufriedenen Bauernschaft, wurde dann aber auf Druck der Eidgenossen an Bern ausgeliefert und hingerichtet, um ein Exempel zu statuieren.

## Biografie

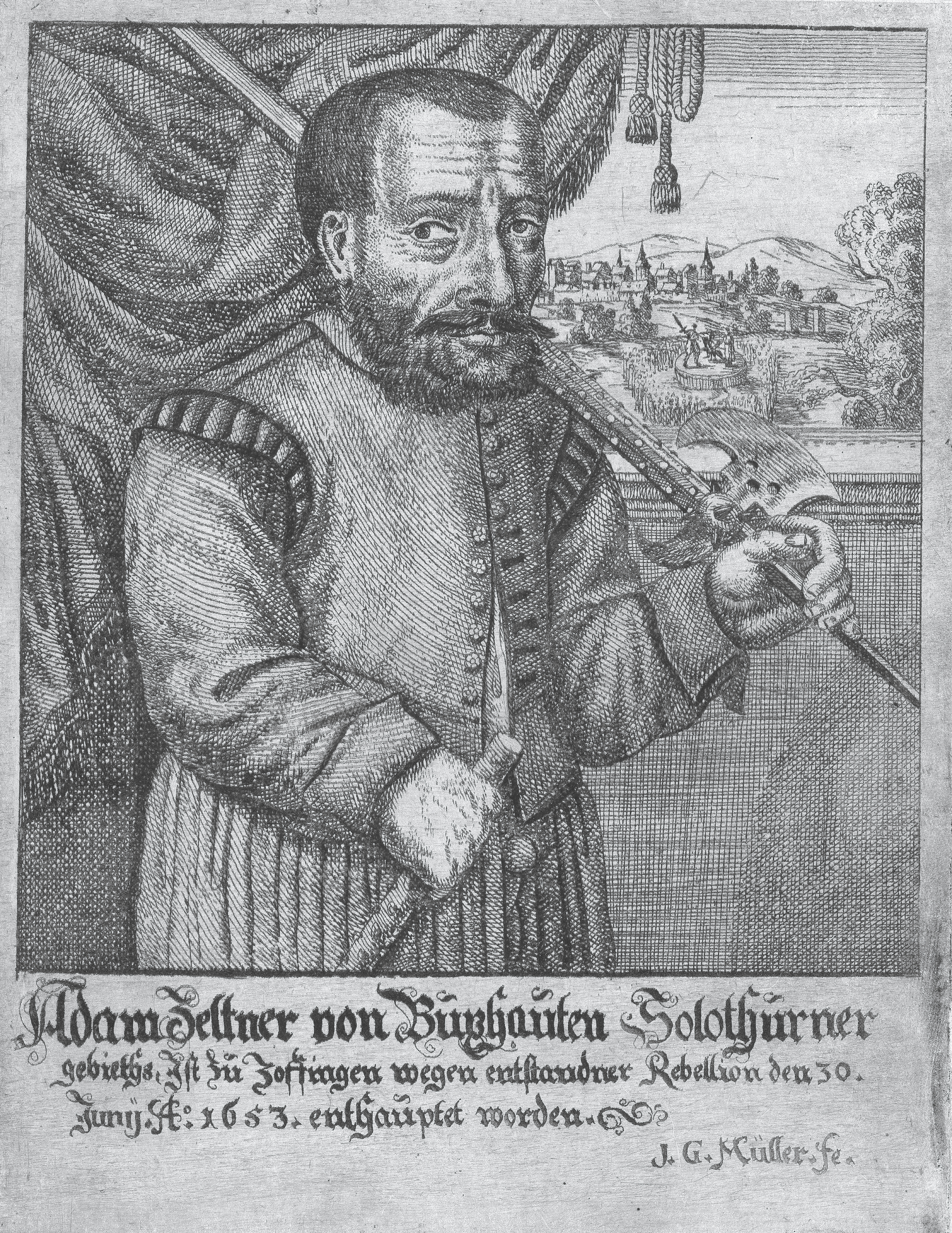
Bauernführer Adam Zeltner

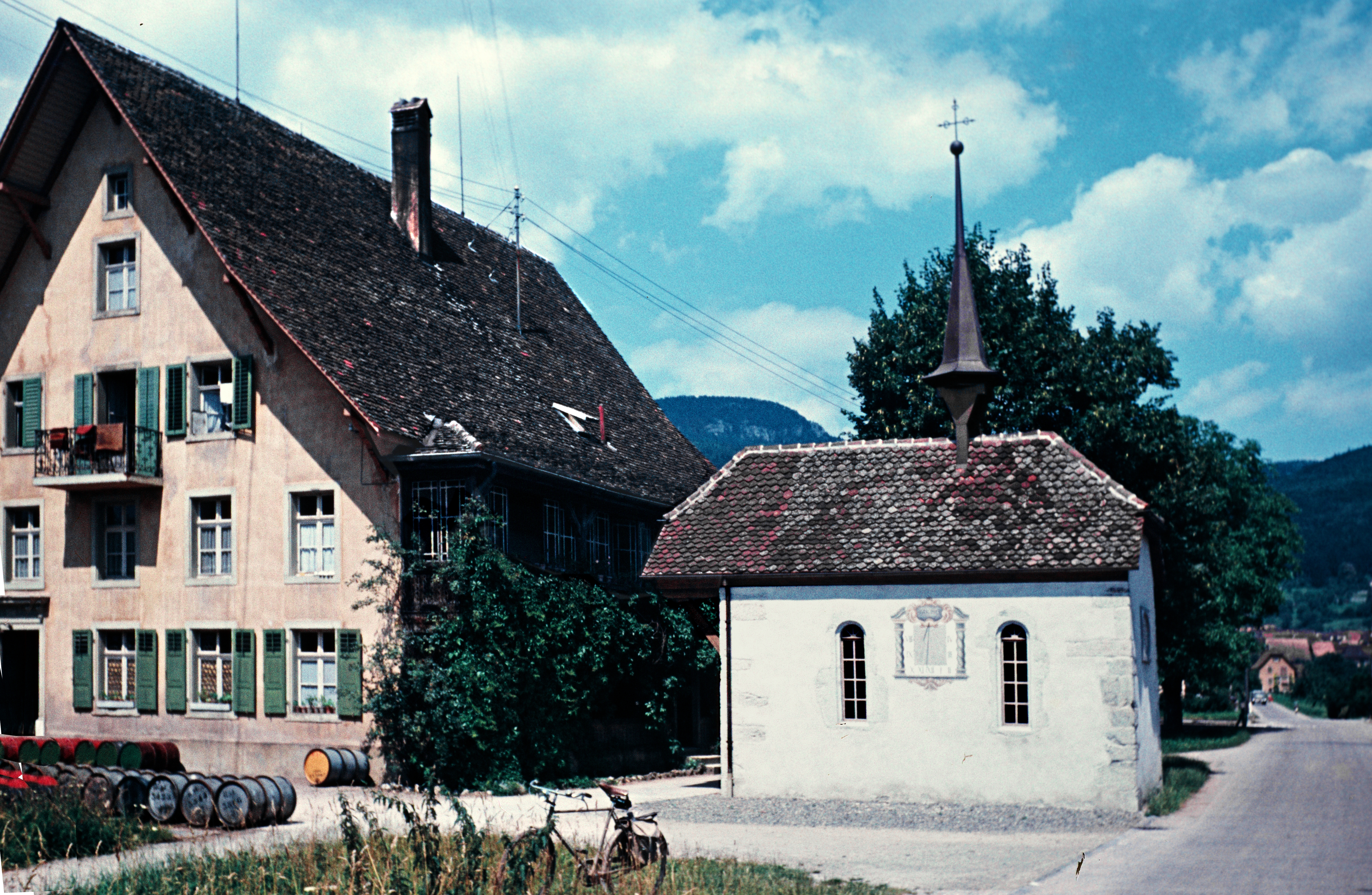
Die Schälismühle mit St.-Jakobs-Kapelle in einer Aufnahme von 1954

Im solothurnischen Gäu gehörten die Zeltners, die 1423 erstmals im Bechburger Urbar erwähnt werden, zu den angesehensten Bauerngeschlechtern. Adam Zeltner, der Sohn des Hans Zeltner und der Verena Burckhardt, heiratete 1629 Elisabeth Jäggi aus Fulenbach, mit der er sieben Kinder hatte. Nach ihrem Tod 1640 ehelichte er die vermögende Witwe Elisabeth Kulli, Tochter des Untervogts von Bechburg. Sie brachte fünf Stiefkinder in die Ehe ein und gebar sieben weitere. Zeltner übernahm durch die Ehe die Schälismühle in Oberbuchsiten, aber nicht als Besitzer, sondern als Treuhänder seiner Stiefkinder. 1633 war er am Rande in den Kluser Handel verwickelt, als ein Berner Trupp von 50 Mann, der auf dem Weg nach Mülhausen war, wegen eines Missverständnisses bei Klus angegriffen wurde. Da ihm keine unmittelbare Beteiligung nachgewiesen werden konnte, entging er der Bestrafung, die Bern daraufhin ultimativ gefordert hatte. Zeltner erwarb mit der Zeit Ansehen und Vertrauen unter seinen Dorfgenossen. Aus diesem Grund ernannte ihn die Solothurner Obrigkeit 1642 zum Untervogt des Amtes Neu-Bechburg, das die Dörfer Oensingen, Oberbuchsiten, Niederbuchsiten, Kestenholz und Wolfwil umfasste. Er war dem Landvogt unterstellt und als Mittelsmann zu den Untertanen tätig, indem er die Ausführung der obrigkeitlichen Befehle kontrollierte und die Niedere Gerichtsbarkeit ausübte.
Die Gründe, die 1653 zum Schweizer Bauernkrieg führten, waren in Solothurn zwar ebenfalls präsent, aber weniger ausgeprägt als in anderen Orten der Eidgenossenschaft. So hatte die Obrigkeit die lokalen Sonderrechte bereits vor der Zeit der Reformation unterdrückt, so dass sie weitgehend in Vergessenheit geraten waren. Ausserdem waren in Solothurn geprägte Münzen weniger stark von der Entwertung betroffen, da ihr Wert schon früher angepasst worden war. Berner und vor allem Luzerner Untertanen versuchten deshalb, die eher passive Solothurner Landbevölkerung auf ihre Seite zu ziehen, und schickten zu diesem Zweck Boten und Briefe. Zeltner war ebenfalls ein Empfänger solcher Briefe, stellte sich aber konsequent auf die Seite der Obrigkeit. Als Solothurn der Bitte Berns entsprach, den Schutz der grenznahen Schlösser Aarwangen und Aarburg zu übernehmen, und deshalb Truppen aufzubieten begann, machte sich doch noch Unruhe breit. Allmählich näherte sich Zeltner den Positionen der Aufständischen jenseits der Grenze an, rief aber zur Mässigung und Zurückhaltung auf.
An der ersten Versammlung der Untertanen in Olten am 29. März 1653 vertrat der hoch angesehene Zeltner die Haltung, die Solothurner Landbevölkerung sei mit der Obrigkeit zufrieden; es gelte jedoch, den Durchmarsch fremder Soldaten und die Besetzung der Jurapässe zu verhindern. In seiner Eigenschaft als Untervogt führte er anschliessend im Rahmen einer Landsgemeinde in Oberbuchsiten Verhandlungen mit einer Regierungsdelegation und begab sich später nach Solothurn, um sich im Namen der Untertanen für mehrere Zugeständnisse zu bedanken (darunter die Freigabe des Salzverkaufs). Wegen seiner Vermittlungstätigkeit, deren Ziel die Versöhnung zwischen Obrigkeit und Untertanen war, wurde er von radikalen Aufständischen und der Oltner Bürgerschaft, die sich nicht mehr beschwichtigen lassen wollten, zunehmend angefeindet. Er besuchte den Unruheherd Willisau, um sich persönlich über die Beschwerden der Luzerner Untertanen zu informieren, woraufhin er am 21. April von einer zweiten Landsgemeinde in Oberbuchsiten zur ersten allgemeinen Bauernversammlung im bernischen Sumiswald abgeordnet wurde. Dort erklärte Zeltner am 23. April – sehr zum Missfallen der Bauern der anderen Stände, die sich eine vorbehaltlose Unterstützung gewünscht hatten –, dass die Solothurner Untertanen keinen Grund zur Klage gegen ihre Herren hätten. Diese Position vertrat er auch an der zweiten Bauernversammlung in Huttwil.
Die Solothurner Untertanen erfuhren inzwischen von den in Sumiswald gestellten Forderungen. Zeltner musste ihnen Rechnung tragen, um einen offenen Konflikt mit der Obrigkeit zu vermeiden. An der dritten Landsgemeinde von Oberbuchsiten am 8. Mai 1653 legte er weitere Beschwerdepunkte vor, die sich jedoch im Rahmen hielten und vielfach rein lokalen Charakter hatten. Die Regierung kam den Forderungen am 20. Mai nach, wodurch der Konflikt zumindest auf Solothurner Gebiet weitgehend entschärft werden konnte. Unmittelbar darauf begab sich Zeltner auf Einladung des Bauernführers Niklaus Leuenberger vor die Tore Berns. Dort hatte sich auf dem Murifeld ein 16'000-köpfiges Bauernheer versammelt, um seinen Forderungen Nachdruck zu verleihen (auch rund 500 Solothurner waren anwesend). Zeltner war Leuenberger bei den Verhandlungen behilflich, die im «Murifeldfrieden» vom 28. Mai mündeten. Dabei scheint er sich als Interessenvertreter Solothurns, der mit den Mächtigen auf Augenhöhe verhandelte, verstanden zu haben.
Der Bauernaufstand endete am 3. Juni 1653 mit der entscheidenden Niederlage in der Schlacht von Wohlenschwil und dem «Mellinger Frieden» vom 4. Juni. Zwar erhielten die Beteiligten eine Amnestie, doch vor allem Bern strebte danach, die Führungspersonen des Aufstands exemplarisch zu bestrafen. Zeltner wurde verhaftet und zunächst in Olten festgehalten. Eigentlich wollte sich die Solothurner Regierung mit hohen Geldstrafen begnügen, doch vor allem Bern übte massiven Druck aus und drohte mit schwerwiegenden Konsequenzen. Schliesslich gab Solothurn am 24. Juni nach und liess Zeltner mit 19 anderen Bauern und Oltner Bürgern nach Zofingen überführen. Bereits nach dem ersten Verhör am 26. Juni erhielt Solothurn die Mitteilung, dass Zeltner hingerichtet werde; seine zahlreichen Aufrufe an alle Seiten zur Mässigung und Versöhnung seien völlig bedeutungslos. Die Solothurner Regierung versuchte vergeblich, seine Hinrichtung zu verhindern, und Zeltner wurde am 2. Juli enthauptet. Das Urteil des eidgenössischen Strafgerichts stand in keinem Verhältnis zu seiner Rolle im Bauernkrieg; vielmehr war es politisch motiviert und diente einzig dazu, Solothurn zu demütigen. Zeltners Familie musste wie damals üblich die Kosten der Untersuchung und der Hinrichtung bezahlen, erhielt aber wenig später die formell konfiszierten Güter des Verurteilten zurückerstattet.

## Erinnerung

«Frau Zeltner bittet für das Leben ihres Mannes», Lithographie von Martin Disteli, 1838

Vor allem in der zweiten Hälfte des 19. und in der ersten Hälfte des 20. Jahrhunderts wurde Zeltner in der Solothurner Geschichtsschreibung als Idealbild eines tragisch gescheiterten Volkshelden verklärt – als aufrechter, von den besten Motiven geleiteter Volksfreund und als unschuldiges Opfer kleinlicher Rachsucht. Beispielsweise verarbeitete der Schriftsteller Joseph Joachim sein Schicksal im 1888 erschienenen Drama Adam Zeltner. Die moderne historische Forschung sieht den Bauernkrieg inzwischen nicht mehr als Kampf um Demokratie und Freiheit, und auch Zeltners Bemühungen seien durchaus von einem konservativen Weltbild bestimmt gewesen. Sein Ziel sei die Bewahrung der guten alten Zustände gewesen, nur dass sie in Solothurn weniger bedroht gewesen seien als in den stärker vom Absolutismus geprägten Patriziaten der Nachbarkantone.
Zum 300. Jahrestag des Bauernkriegs fanden zahlreiche Gedenkveranstaltungen statt, darunter am 19. Juli 1953 ein offizieller Festzug von Ober- nach Niederbuchsiten, begleitet von der Enthüllung des Adam-Zeltner-Brunnens in Niederbuchsiten und einem sechstägigen Schützenfest. Vor der Schälismühle in Oberbuchsiten führten die Gäuer Spielleute im Jahr 2015 unter der Regie von Christoph Schwager das Freilicht-Theaterstück Adam Zeltner – ein Leben zwischen Mühlen auf. Der Adam-Zeltner-Weg in Olten erinnert ebenfalls an den Hingerichteten.